# Àcid hexanoic
L'àcid hexanoic, (també anomenat, de forma no sistemàtica, àcid caproic), és un àcid carboxílic de cadena lineal amb sis àtoms de carboni, de fórmula molecular {\displaystyle {\ce {C6H12O2}}}. En bioquímica és considerat un àcid gras i se simbolitza com C6:0.

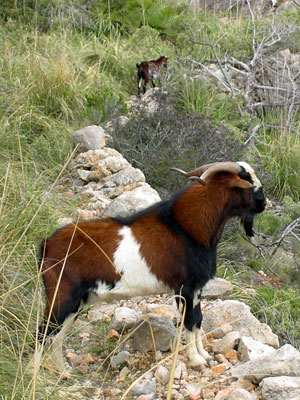
Cabra salvatge de Mallorca Capra aeagrus hircus

És un oli incolor, viscós i que fa olor de cabra o altres animals de granja. El seu punt de fusió és de -3,4 °C i el d'ebullició 205,8 °C. La seva densitat és 0,929 g/cm³ entre 4-20 °C i el seu índex de refracció 1,41635 a 20 °C. És poc soluble en aigua i soluble en etanol i dietilèter. Fou descobert pel químic francès Michel Eugène Chevreul (1786-1789) el 1818 i l'anomenà àcid caproic perquè l'obtingué de la mantega de la llet de vaca i de la de cabra.
Forma sals anomenades hexanoats o caproats. És un àcid gras que es troba naturalment en els greixos i olis animals, i és un dels compostos químics que li dona a la llavor del ginkgo la característica brillantor i pudor en descompondre's. A més, com el seu nom vulgar suggereix, és part de les suors de les cabres. La pudor dels mitjons bruts es deu a l'àcid caproic.